# Iowa Cubs
Iowa Cubs – amerykańska drużyna baseballowa mająca swoją siedzibę w Des Moines w stanie Iowa.

Od 1981 roku jest klubem farmerskim drużyny Chicago Cubs.